# Guatteria choroniensis
Guatteria choroniensis là loài thực vật có hoa thuộc họ Na. Loài này được Tamayo mô tả khoa học đầu tiên năm 1942.